# Gustavo Sainz
Gustavo Sainz (México, D. F., 13 de julio de 1940-Bloomington, Estados Unidos, 26 de junio de 2015) fue un escritor mexicano. Junto a José Agustín y Parménides García Saldaña, fue uno de los principales representantes de la llamada literatura de la Onda. Su obra se caracteriza por un marcado afán experimental.

## Trayectoria
Fue director del Departamento de Literatura del Instituto Nacional de Bellas Artes. Fundó la colección de libros Sepsetentas y fundó y dirigió el semanario cultural La Semana de Bellas Artes (que se encartaba en los periódicos de mayor circulación en México). Fue profesor y director del Departamento de Periodismo y Ciencias de la Comunicación en la Facultad de Ciencias Políticas y Sociales de la UNAM. 
A comienzos de los años 1980 emigró a Estados Unidos y dictó clases en la Universidad Estatal de Nuevo México en Albuquerque, en el Middlebury College de Vermont, en la Universidad Washington en San Luis y en la Universidad de Indiana Bloomington donde era profesor emérito. Fue becario del Centro Mexicano de Escritores y de las fundaciones Ford, Tinker, Guggenheim y National Endowment for the Arts. 
En 1974 obtuvo el premio Xavier Villaurrutia, con su novela La princesa del Palacio de Hierro. En 2003 ganó el premio Bellas Artes de Narrativa Colima para Obra Publicada.
En 2010 fue objeto de diversos homenajes en vida, como los organizados en la Ciudad de México por la Universidad Nacional Autónoma de México y la Universidad Autónoma Metropolitana.
Como personaje de novela, Gustavo Sainz aparece en Ciudades desiertas de José Agustín, y Roberto Bolaño lo incluye en su novela Los detectives salvajes.

## Muerte
A unos días de celebrar sus 75 años de edad (13 de julio), falleció el 26 de junio de 2015 en Indiana, Estados Unidos, donde impartía clases de literatura. Padecía severos problemas de salud.

## Obras

### Novelas
- Gazapo (1965)
- Obsesivos días circulares (1969)
- La princesa del Palacio de Hierro (1974)
- Compadre Lobo (1977)
- Fantasmas aztecas (1982)
- Paseo en trapecio (1985)
- Muchacho en llamas (1987)
- A la salud de la serpiente (1991)
- Retablo de inmoderaciones y heresiarcas (1992)
- La muchacha que tenía la culpa de todo (1995)
- Salto de tigre blanco (1996)
- Quiero escribir pero me sale espuma (1997)
- La novela virtual (atrás, arriba, adelante, debajo y entre) (1998)
- Con tinta sangre del corazón (2000)
- A troche y moche (2002)
- El tango del desasosiego (2008)
- La jamás inocencia (2023), con Laura Rojas Herman

### Otras
- Autobiografía (1966), memorias juveniles
- Batallas de amor perdidas (2002)
- Proyectos para un yo ficticio (2005)

- A rienda suelta (2005), con Alma Lilia Joyner
- El juego de las sensaciones elementales. Autobiografía a cuatro dedos (2006), con Eduardo Mejía